# Ballade sanglante

Ballade sanglante est un court métrage de Sylvain Madigan datant de 1983.

## Synopsis
Portrait d’un misanthrope : « J'allume la lampe de chevet et la regarde dormir avec un sentiment profond de dégoût. Je ne la supporte plus. Je demanderais bien le divorce mais elle va encore me faire le chantage au suicide. Les enfants se foutent complètement de mes problèmes. Ils me méprisent. Ça m'est bien égal. Il y a bien longtemps que je ne les aime plus… »

## Fiche technique
- Titre : Ballade sanglante
- Réalisation : Sylvain Madigan
- Scénario : Sylvain Madigan
- Photographie : Olivier Guéneau
- Musique : Daniel Longuein
- Genre : drame
- Durée : 21 minutes

## Distribution
- Michel Aumont
- Patrick Braoudé
- Jean Reno
- Pauline Lafont
- Clémentine Célarié
- Jean-Paul Lilienfeld
- Marie Verdi